# Mordellistena viridescens
Mordellistena viridescens är en skalbaggsart som beskrevs av Liljeblad 1945. Mordellistena viridescens ingår i släktet Mordellistena och familjen tornbaggar. Inga underarter finns listade i Catalogue of Life.